# Matt Walsh
Matthew Paul "Matt" Walsh (Chicago, 13 de outubro de 1964) é um ator e comediante norte-americano.
É graduado em Psicologia pela Universidade Northern Illinois. É um dos fundadores do grupo de esquete Upright Citizens Brigade.
Participou dos programas de TV The Daily Show e Late Night with Conan O'Brien. Criou e atuou na série de comédia de improviso Players de 2010 do canal Spike. Em séries, participou como convidado, entre outras, em Reno 911!, Outsourced e Childrens Hospital. Desde 2012 integra o elenco principal da série Veep. Em cinema, participa de comédias em papéis secundários ou de apoio.

## Filmografia parcial
- 2002 - Martin & Orloff
- 2003 - Old School
- 2003 - Elf
- 2003 - Bad Santa
- 2004 - Starsky & Hutch
- 2004 - Christmas with the Kranks
- 2008 - Be Kind Rewind
- 2008 - Drillbit Taylor
- 2008 - Semi-Pro
- 2008 - Step Brothers
- 2008 - Role Models
- 2009 - I Love You, Man
- 2009 - The Hangover
- 2010 - Cyrus
- 2010 - Due Date
- 2012 - Ted
- 2013 - Movie 43
- 2013 - Coffee Town
- 2014 - Hits
- 2014 - Jason Nash Is Married
- 2014 - Into the Storm
- 2018 - Life of the Party
- 2019 - The Stand-In
- 2025 - Novocaine